# Project 86
Project 86 es un grupo de Rock cristiano y Post-hardcore estadounidense del condado de Orange, California, formada en 1996. La banda ha lanzado diez álbumes, que colectivamente han vendido casi 500.000 unidades en todo el mundo, dos EP, dos DVD y un álbum en vivo.
En 1998, BEC Recordings lanzó un álbum debut homónimo que fue bien recibido por la crítica y los consumidores. Su segundo lanzamiento, Drawing Black Lines, atrajo la atención de los principales sellos discográficos; Atlantic obtuvo la licencia del álbum de Tooth & Nail Records, la empresa matriz de BEC. El tercer lanzamiento de la banda, Truthless Heroes, fue lanzado exclusivamente por Atlantic, después de que la banda fuera comprada de su acuerdo original con Tooth & Nail. La banda se separó de Atlantic poco después de su tercer lanzamiento, en el que tuvieron un breve período como independientes. Luego, la banda negoció un nuevo contrato con Tooth & Nail y, posteriormente, lanzó tres álbumes más, el último de los cuales fue Picket Fence Cartel en el verano de 2009. Luego de cumplir su último acuerdo con T&N, en diciembre de 2011 la banda anunció una campaña de Kickstarter a través de su sitio web oficial y su página de Facebook, afirmando que "los fanáticos ahora son nuestro sello discográfico". Su octavo lanzamiento de estudio, Wait for the Siren, fue lanzado el 21 de agosto de 2012. Su noveno álbum, Knives to the Future, fue lanzado de forma independiente por Team Black Recordings el 11 de noviembre de 2014.
Según el documental oficial del Proyecto 86 "XV", el Proyecto 86 se formó a mediados de 1996 por el vocalista Andrew Schwab en el Condado de Orange, California . El guitarrista Randy Torres, estudiante de segundo año de secundaria, fue el primer miembro reclutado. La formación original incluía a Schwab, Torres, Ethan Luck (Demon Hunter, Relient K) y el bajista Matt Hernandez (Unashamed, The Dingees). El baterista Alex Albert se agregó cuando Hernández dejó la banda después de algunos ensayos, luego Luck pasó al bajo de la batería. Luck dejó la banda para unirse a The Dingees en el verano de 1997, después de lo cual Steven Dail, estudiante de último año de secundaria, se unió a fines de 1997.
Schwab comenta en una entrevista de 2004 sobre el número 86 en el nombre de la banda: "La generación anterior a nosotros usó esa frase para describir cuándo rechazarían o eliminarían algo. . . Project 86 es como la idea de ser rechazado, o separado, o no estar de acuerdo con la corriente". El grupo no viajó mucho inicialmente; decidieron perfeccionar su sonido y presentaciones en vivo antes de embarcarse en giras. En 1997, Project 86 fue votado como uno de los mejores artistas independientes del año por los lectores de la revista HM. En el Tomfest del mismo año, su actuación fue un gran éxito y Tooth & Nail Records se interesó y posteriormente los contrató.
Bryan Carlstrom produjo su debut homónimo. Había diseñado álbumes para los grupos multiplatino The Offspring y Alice in Chains, además de producir a sus compañeros de sello Stavesacre . Schwab se basó en las luchas personales que estaba experimentando en ese momento para escribir letras significativas. Sonny Sandoval, cantante principal del grupo de nu metal POD, apareció como artista invitado. El álbum fue lanzado en junio de 1998 y fue bien recibido. Vendió más de 50.000 copias hasta la fecha y ganó exposición en los programas MTV Road Rules y The Real World . Allmusic observó que Project 86 era "el álbum más atrevido en ese momento para su género". El éxito de su debut convirtió a Project 86 en un éxito de ventas para BEC/Tooth and Nail. La banda se embarcó en una gira pionera llamada "The Warriors Come Out and Play Tour" en mayo de 1999 con sus amigos POD y Blindside en el medio, que atrajo multitudes de 600 a 1000 personas en todo el país.

## 2000-2003:Drawing Black LinesYTruthless Heroes
El grupo lanzó Drawing Black Lines, que fue aclamado por la crítica y estuvo en el puesto 37 del Top Heatseekers, esto conllevó al grupo a iniciar una gira con P.O.D., Hed PE y Linkin Park.
Hasta toco en conciertos del grupo de Rock progresivo Queensrÿche
En 2002, Project 86 se asoció con el productor de slayer, Matt Hyde, para grabar su próximo álbum. El disco se concibió como una crítica de los Estados Unidos posteriores al 11 de septiembre y la industria de la música. Con el formato de un álbum conceptual, contaba la historia de un personaje que intentaba encontrar su realización en la cultura moderna. "Las canciones fueron escritas y ensambladas con un cierto flujo y reflujo en mente", dijo Schwab, "me acerqué al álbum como si estuviera escribiendo capítulos en un libro". El grupo pasó más de 14 meses grabando demos para Atlantic, que invirtió casi $1,000,000 en el proyecto cuando todo estuvo dicho y hecho. Debido a la presión de producir sencillos de radio, el sonido del álbum era bastante diferente de sus lanzamientos anteriores, al igual que las letras crípticas de Schwab, que representaban las frustraciones de ser sofocado creativamente y sentirse impotente en el proceso.
 
Truthless Heroes fue lanzado en septiembre de 2002 y alcanzó el puesto No. 146 en el Billboard 200 . Su primer y único sencillo, "Hollow Again", alcanzó el puesto No. 35 en Mainstream Rock Tracks . Atlantic se negó a lanzar el segundo sencillo porque afirmaron que la letra estaba en conflicto con el esfuerzo de la guerra de Irak . Aunque elogiado por los críticos por sus fuertes críticas a la industria de los medios y el entretenimiento, el álbum resultó ser controvertido, particularmente el sitio web promocional. El grupo actuó con Taproot en su gira homónima en el otoño de 2002. Además, tocaron en shows con Thirty Seconds to Mars, Trapt, Blindside, Trust Company, Sevendust y Finger Eleven .[cita requerida]

## 2003–2006:Songs to Burn Your Bridges ByY...And the Rest Will Follow
A mediados de 2003, la banda se separó de Atlantic y su equipo de gestión. La salida de Atlantic, en particular, fue una gran decepción para la banda. "Toda la exageración sobre nuestros éxitos futuros resultó ser solo eso: exageración", dijo Schwab en una entrevista, "No obtuvimos platino [...] el disco no cumplió con las expectativas y no se acercó al impacto". de nuestro esfuerzo anterior". Project 86 luego comenzó un sello independiente llamado "Team Black Recordings". El trabajo comenzó en un nuevo álbum después de que convencieron a Hyde de volver a producir. Su cuarto álbum, Songs to Burn Your Bridges By, estuvo disponible exclusivamente en su sitio web en el otoño de 2003.
Al año siguiente, Project 86 volvió a firmar con su sello anterior, Tooth and Nail. Songs to Burn Your Bridges By fue relanzado en junio de 2004. La nueva versión incluía 3 pistas nuevas producidas por Aaron Sprinkle y mezcladas por JR McNeely, varias mezclas nuevas y nuevas ilustraciones. El lanzamiento alcanzó su punto máximo en el No. 36 en Heatseekers, y recibió críticas positivas de los críticos. Según Schwab, el álbum fue un regreso a las raíces más pesadas de la banda, y un medio para expresar las frustraciones por las que pasó la banda durante Truthless Heroes. El grupo actuó en Purple Door, un festival de música cristiana, ese mismo año. Cuando Project 86 tocó su presentación, los moshers arrojaron lodo por todas partes y cubrieron el escenario y el equipo musical. Se dañaron equipos musicales por valor de miles de dólares.
En la primavera de 2005, Project 86 se reunió con el productor de Drawing Black Lines, Garth Richardson, para grabar su quinto álbum, ...Y el resto seguirá. Después de pasar varios días grabando demos, la banda voló a Vancouver, Columbia Británica, para grabar en The Farm Studios Compound. La banda filmó toda la producción y luego lanzó un documental en DVD titulado Subject to Change: The Making of.  ...Y el resto seguirá . El álbum marcó un cambio espiritual para el grupo que se sintió humilde por sus experiencias pasadas. "El récord se trata de crecer y convertirse en un hombre y asumir la responsabilidad de sus errores pasados", dijo Schwab, "[Estamos] reenfocando nuestras metas de nuevo a lo que eran cuando comenzamos, llegando a los niños e inspirándolos a vivir vidas con esperanza". y propósito".
Para promocionar el álbum, Project 86 lanzó una nueva canción en PureVolume todos los lunes hasta la fecha de lanzamiento. ...Y el resto seguirá fue lanzado en septiembre de 2005 y debutó en el No. 131 en el Billboard 200. Los críticos fueron positivos sobre el lanzamiento. La banda comenzó una gira de lanzamiento de otoño y viajó con Spoken, Number One Gun, The Fold y Mourning September. En enero de 2006, se transmitió una presentación en vivo del sencillo "My Will Be A Dead Man" en Attack of the Show. .

## 2007-2008:Rival Factions,EP The Kane MutinyyEP This Time of Year

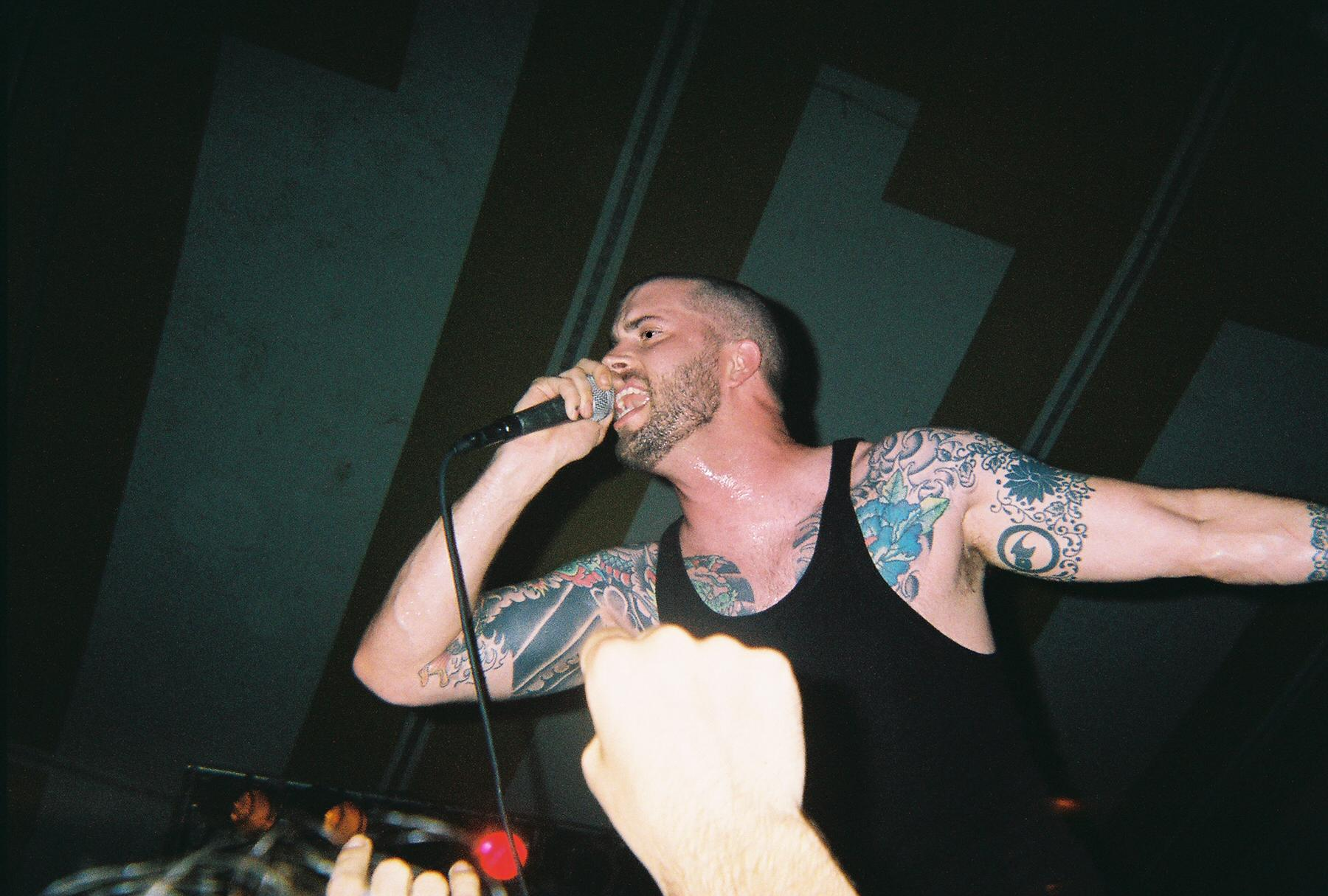
El vocalista Andrew Schwab actuando en Cornerstone Festival 2007.

En marzo de 2007, Project 86 anunció que Alex Albert se había separado de la banda en términos amistosos para dedicarse a otros intereses. En lugar de buscar un reemplazo a tiempo completo, la banda reclutó a Jason Gerken, antes de Shiner, para tocar la batería en el disco. La producción de su sexto álbum, titulado Rival Factions, siguió el ejemplo con el ingeniero de Deftones, Ulrich Wild . El álbum resultó ser una gran desviación de su material más vanguardista al lucir un sonido distintivo de la década de 1980 influenciado por el rock gótico .
Al final, se acumularon 40 canciones para el nuevo disco, pero solo se usaron diez. Según Schwab, el título del álbum fue elegido para representar "la tensión que existe en todos [...] la carne y el espíritu". También fue representativo de su nueva dirección musical, un intento de polarizarse de otros actos de rock pesado. De manera similar a su último disco, se filmó un documental que detallaba el proceso de grabación, titulado I Want Something You Have: Rival Factions The DVD .
Rival Factions fue lanzado en junio de 2007 y alcanzó el puesto No. 124 en el Billboard 200, el debut más alto de la banda hasta la fecha. El disco vendió 6.000 copias en la primera semana y fue bien recibido por la crítica, que hizo comparaciones favorables con Duran Duran, Billy Idol y The Killers . La banda procedió a una gira con sus compañeros de sello MXPX, Showbread y Sullivan en el verano Tooth & Nail Tour . También se llevó a cabo una actuación en el evento anual Christmas Rock Night en Ennepetal, Alemania, ese diciembre.

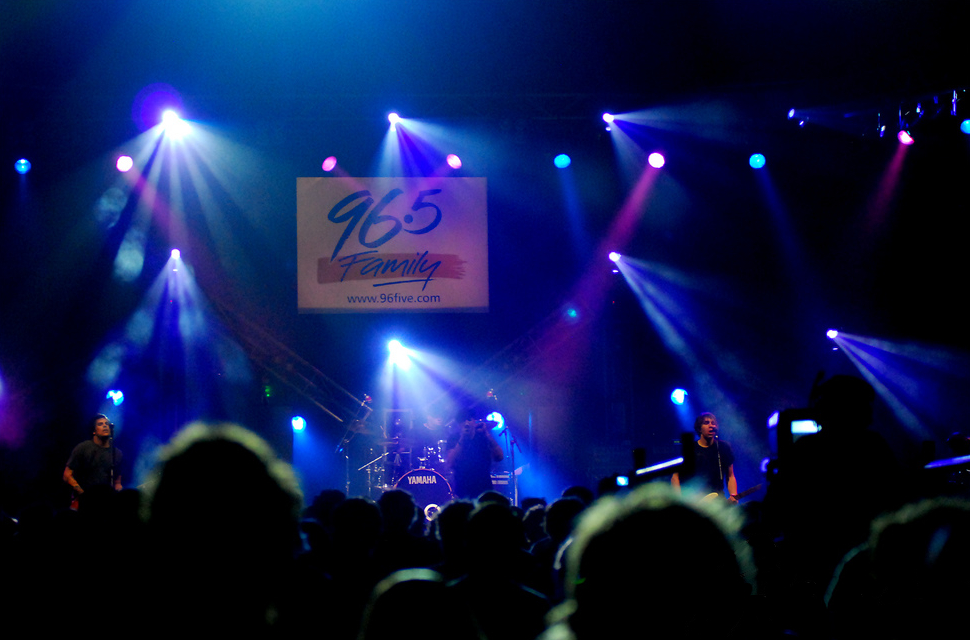
Project 86 actuando en Easterfest 2008 en Australia.

Se grabaron y mezclaron varias pistas que no estaban incluidas en Rival Factions . Estas canciones fueron compiladas con sus remixes anteriores para formar un EP. También se incluyó una versión de "Lucretia, My Reflection" de Sisters of Mercy . El EP Kane Mutiny fue lanzado exclusivamente en iTunes en noviembre de 2007. Poco después de su lanzamiento, la banda subió una versión de "This Time of the Year" de Brenda Lee en iTunes. "Nuestra versión era un poco más como A Nightmare Before Christmas [sic]   ", declaró Schwab. El sencillo fue bien recibido y llevó a Project 86 a construir un EP completo en torno al concepto navideño. Este EP Time of Year fue lanzado en noviembre de 2008. A diferencia del EP anterior, This Time of Year estuvo disponible en formato digital y físico. Jason Martin del equipo de indie rock Starflyer 59 ayudó a grabar ambos álbumes.

## 2009-2012:Picket Fence CartelyXV Live
A principios de 2009, la banda volvió al estudio con Martin y Ulrich Wild para grabar su séptimo álbum, Picket Fence Cartel . El tiempo se dedicó tranquilamente a elaborar el álbum; los esfuerzos anteriores se habían visto limitados por los plazos. "Esta vez, dijimos: 'Mira, no saquemos solo otro disco'", dijo Schwab, "Asegurémonos de llevar el disco a un lugar en el que estemos contentos con él". banda enfocada en un sonido de heavy metal . Sin embargo, no desecharon por completo sus influencias de la década de 1980, ya que los sintetizadores filtraron varias canciones. La letra de Schwab se centró en su creencia de que el poder y la corrupción a menudo "van de la mano cuando se trata de almas humanas". “El mundo nos está enseñando que la fama hay que buscarla, que el reconocimiento equivale al éxito, la fortuna y, en última instancia, la paz”, dijo, “pero la búsqueda y consecución de la fama y la riqueza suelen acabar por destruirnos”.
El disco fue lanzado en julio de 2009 y alcanzó su punto máximo en el No. 137 en el Billboard 200. Los críticos elogiaron el título por su bombardeo de rock pesado y letras de mentalidad espiritual. Más tarde ese verano, Project 86 viajó por todo el país en el Scream the Prayer Tour con equipos de metalcore como The Chariot, Haste the Day y Gwen Stacy . A mediados de octubre, Project 86 comenzó la gira Picket Fence Cartel Tour con Children 18:3, Showbread, The Wedding y Yearling, y agregó una segunda parte en la primavera de 2010 con Flatfoot 56 y Wavorly . La banda lanzó su primer álbum en vivo, titulado XV Live, en diciembre de 2010 para conmemorar su 15 aniversario. Las canciones del álbum abarcaron todos los álbumes de estudio con la excepción del primero.
Randy Torres, quien gradualmente se había ido involucrando menos en la banda en los álbumes anteriores, decidió dejar la banda a fines de 2008 para trabajar para Tooth and Nail Records, y más tarde, Microsoft. Steven Dail hizo lo mismo aproximadamente un año después, citando la necesidad de dejar de hacer giras y estar en casa con su familia.[cita requerida][cita requerida]

## 2012-2013:Wait for the Siren
Project 86 lanzó una campaña de Kickstarter en diciembre de 2011 en un esfuerzo por "Hacer de los fanáticos el sello discográfico" después de cumplir su contrato más reciente con Tooth and Nail Records. Su octavo álbum de estudio titulado Wait for the Siren fue grabado en enero y febrero de 2012.[cita requerida]
Wait for the Siren se grabó y produjo de forma independiente a través del apoyo de los fanáticos a través de la campaña Kickstarter 2011-2012 de la banda. El 24 de mayo de 2012, Project 86 lanzó cuatro pistas de vista previa para las pistas "Fall, Goliath Fall", "Sots", "Off the Grid" y "Take the Hill".[cita requerida]

## 2014-2016:Knives to the future
A fines de 2013, Project 86 anunció que estaban a punto de trabajar en su noveno álbum, que también se lanzará de forma independiente.[cita requerida] También dijo que también harán un EP acústico y que Andrew Schwab también lanzará un álbum en solitario que también se producirá de forma independiente.[cita requerida] Comenzaron una campaña de financiación de Indiegogo el 11 de febrero y cerraron el 12 de abril de 2014 (11:59 p. m. (hora del Pacífico). Consiguieron recaudar con éxito 89 816 USD de una meta de 50 000 USD.[cita requerida]
Schwab anunció que la preproducción de un nuevo álbum comenzó el 6 de junio, seguida de una sesión de grabación de un mes en Steelman Studios en Van Nuys, CA. Matt McClellan y la banda colaboraron en la producción y Steve Evetts mezcló el álbum. Dan Mumford está programado para hacer la obra de arte.[cita requerida] La banda pasó la mitad del año en Los Ángeles grabando 18 nuevas pistas, incluido un EP acústico. Con una carrera que abarca casi 20 años y vendiendo más de medio millón de discos, Andrew Schwab siente que este álbum es un hito especial para P86. Él dice: "Nos ha encantado empujar el sobre de la evolución en cada lanzamiento de Project 86 y este disco no es una excepción. La inspiración detrás de este disco es completamente diferente y ha sido increíble escribir y grabar con un grupo de chicos tan talentosos".[cita requerida] Unirse a Schwab en el estudio es Darren King (The Overseer) en la guitarra, Cody Driggers (The Wedding) en el bajo y Ryan Wood (7 Horns 7 Eyes) en la batería.
Project 86 indicó que el nombre de su nuevo disco será Knives to the Future[cita requerida] y se publicará el 11 de noviembre de 2014.[cita requerida] "Spirit of Shiloh", la primera canción del álbum, debutó en SoundCloud .[cita requerida]
En 2016, la banda inició una celebración por su 20 aniversario. Anunciaron que lanzarán un nuevo disco y al apoyar su campaña PledgeMusic, envían un EP a todos los contribuyentes, titulado Influence EP, que consiste en versiones de canciones de bandas que los influenciaron. El 13 de septiembre de 2016, la banda anunció su gira de 20 aniversario con el apoyo de Death Therapy.

## 2017-presente:Sheep Among WolvesyOMNI
Desde octubre de 2016 hasta octubre de 2017, mientras la banda escribía y grababa música nueva, lanzaron un total de ocho canciones nuevas para los contribuyentes que reservaron el nuevo álbum en PledgeMusic. El 9 de octubre de 2017, se anunció que un nuevo álbum, Sheep Among Wolves, se lanzaría oficialmente el 5 de diciembre de 2017, en celebración de su 20 aniversario como banda. El álbum contó con una formación de tres piezas de Schwab, King y Wolves at the Gate y el baterista de The Overseer, Abishai Collingsworth.
En 2021, la banda anunció que su próximo undécimo álbum de estudio sería el último. El 15 de diciembre de 2022, se lanzó el primer sencillo del álbum, "Metatropolis", junto con el nombre del álbum, OMNI, junto con el anuncio de que sería un álbum doble. El 20 de enero de 2023, la banda lanzó un segundo sencillo para su próximo álbum, "0 > 1".

## Sonido
La música de Project 86 se caracteriza por el rock pesado y el estilo vocal "fuerte, espeluznante y atmosférico" de Schwab. Su sonido ha sido comparado con los grupos de rock Helmet, Rage Against the Machine y Tool . El adjetivo "intenso" se ha utilizado con frecuencia como descripción. Rick Anderson de Allmusic llamó a la música "densa y crujiente", mientras que el escritor del Albuquerque Journal, Ron Gonzales, la declaró un "sonido increíblemente pesado". Al comentar sobre su estilo musical, Schwab dijo: "Nuestro objetivo como banda ha sido nunca hacer el mismo disco dos veces. La única regla es que no hay reglas. Si hay una regla, es que tratemos de no pensar demasiado las cosas, que la música que salga sea honesta y real, espontánea y de corazón.”
Cuando Project 86 lanzó su disco homónimo, en general se reconoció que eran una banda de rapcore . Schwab ha sostenido que nunca fue intencional, "Creo que nos agruparon con esa música porque [habíamos] realizado una gira con POD y Linkin Park ". Según el escritor Mark Allan Powell, la música presentaba "guitarras crípticas y afinadas" y voces "medio habladas, medio rapeadas". Drawing Black Lines vio su estilo adoptar elementos de metal tradicional, groove metal y hard rock . La banda usó su canción "Pipedream" como modelo para construir el álbum: "Sabíamos que era uno de los puntos más brillantes del álbum", dijo Schwab, "Solo quería tomar lo que hicimos en 'Pipedream' y llegar más lejos con él". La experimentación con el ruido ocurrió en la pista "Twenty-Three", y sería revisada en su cuarto álbum con "Circuitry".
Truthless Heroes y Songs To Burn Your Bridges Generalmente se centró en una "dirección musical de rock oscuro". El grupo se desvió del estilo para su quinto álbum ...Y el resto seguirá , optando por coquetear con melodías y armonías. Rival Factions marcó un gran punto de partida cuando adoptaron la música de los 80 y utilizaron teclados. Su característico sonido hardcore fue restablecido para Picket Fence Cartel . "Nos lo hemos pasado muy bien agregando más melodías en el camino", insistió Schwab, "pero en nuestro corazón, todavía disfrutamos mucho tocar canciones agresivas". Aun así, algunas canciones conservaron sintetizadores mientras que otras se jactaron de tener influencias folk.
 

## Influencias
Las bandas de rock han influido en gran medida en la banda como Deftones, Sepultura, Sick of It All y Snapcase . A una edad temprana, Schwab escuchaba a Slayer, SOD y Metallica . Más tarde descubrió el hip hop de la costa este . Durante la grabación de Rival Factions, la banda recibió una gran influencia de grupos post-punk como Depeche Mode, Joy Division, Psychedelic Furs y The Sisters of Mercy . Algunas de sus bandas favoritas son The Cure, Portishead, Quicksand, Shiner y Sunny Day Real Estate .

## Letra
El vocalista Andrew Schwab es el letrista principal de la banda. Schwab ha dicho que la mayoría de las letras se basan en sus emociones. También trata de incorporar comentarios sociales de la literatura. Las influencias prominentes incluyen al dibujante de cómics Chris Ware y los escritores Chris Bachelder, Don DeLillo, Aldous Huxley, George Orwell y TS Eliot . Ha escrito letras sobre una variedad de temas, incluido el abuso de alcohol ("One-Armed Man"), conformidad ("SMC"), vacío ("Evil (A Chorus of Resistance)"), avaricia ("Fría y calculada"), vida nocturna ("Molotov"), espiritualidad ("Capítulo 2"), pornografía ("PS"), y abuso de menores ("Espíritus de Sioux Lane").

## Miembros

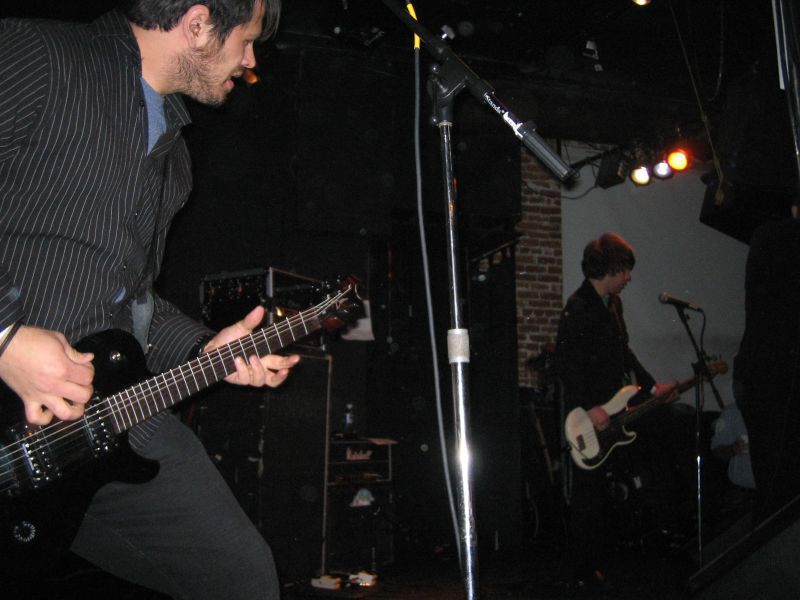
El guitarrista Randy Torres y el bajista Steven Dail

| Nombre               | Instrumento         | Años                     | Otros grupos                               |
| -------------------- | ------------------- | ------------------------ | ------------------------------------------ |
| andres schwab        | voces principales   | 1996-2023                | Londres seis eco                           |
| darren rey           | guitarras, teclados | 2013-2023                | el supervisor                              |
| Cody Drigadores      | bajo, coros         | 2013-2023                | La boda                                    |
| blake martin         | guitarras           | 2012 (Sesión), 2020–2023 | Una súplica para purgar, acelerar el día   |
| Abisai Collingsworth | batería             | 2016-2023                | El capataz, Lobos en la puerta, VAGABUNDOS |

| Nombre                 | Instrumento                | Años      | Otros proyectos                                                        |
| ---------------------- | -------------------------- | --------- | ---------------------------------------------------------------------- |
| ryan madera            | batería                    | 2013-2016 | 7 cuernos 7 ojos                                                       |
| Dustin Lowry           | guitarras, coros           | 2012-2014 | el devenir                                                             |
| Mike "Norman" Williams | bajo                       | 2012-2013 | La escena de la agonía                                                 |
| scott davis            | batería                    | 2012-2013 | la miríada                                                             |
| alex alberto           | batería                    | 1996-2007 | Crash Rickshaw, Enfocado                                               |
| corey edelmann         | guitarras                  | 2000-2002 | Ninguna Víctima Inocente                                               |
| Matt "Bean" Hernández  | bajo                       | 1996      | Sin vergüenza, Los Dingees                                             |
| steven dail            | bajo, guitarras, coros     | 1997-2010 | Crash Rickshaw, Neon Horse, Encendedor blanco, Bloodshed, Starflyer 59 |
| Randy Torres           | guitarras, teclados, coros | 1996-2009 | Choque de rickshaw, NYVES                                              |
| Ethan suerte           | batería, bajo              | 1996–1997 | The OC Supertones, Demon Hunter, Relient K, Kings of Leon              |
| jason gerken           | batería                    | 2007-2012 | Mano Abierta, Shiner, Hum                                              |

| Nombre         | Instrumento | Años | Otros proyectos                                                      |
| -------------- | ----------- | ---- | -------------------------------------------------------------------- |
| Andrés Gallego | guitarra    | 2012 | Discípulo, TFK                                                       |
| gris rocoso    | batería     | 2012 | Sacrificio Viviente, Alma Abrazada, Evanescence, Solus Deus, Machina |

| Nombre               | Instrumento     | Años            | Otros proyectos                                                        |
| -------------------- | --------------- | --------------- | ---------------------------------------------------------------------- |
| alex                 | bajo            | 2009            |                                                                        |
| jack huston          | bajo            |                 | Maranatha, Lobos Blancos                                               |
| Sabiduría de jason   | bajo            | 2018            | Convertirse en el arquetipo, Solamors, Terapia de muerte               |
| jose hagquist        | guitarra, coros | 2011, 2017–2019 | El bello error, Stranger Kings                                         |
| Jon Berndtson        | bajo, coros     | 2019            | El hermoso error, los años pasados, rejuvenecer, señalar a las palomas |
| Rein Blomquist       | bajo            | 2018            | Kitfai                                                                 |
| Arne Steinar Myrvang | batería         | 2018            | Kitfai                                                                 |
| joey oeste           | batería         | 2019            | Discípulo                                                              |

## Discografía
| Título                        | Detalles del álbum                                                                                         | Posiciones en las listas de popularidad | Posiciones en las listas de popularidad | Posiciones en las listas de popularidad | Posiciones en las listas de popularidad | Posiciones en las listas de popularidad | Posiciones en las listas de popularidad |
| Título                        | Detalles del álbum                                                                                         | US                                      | US Christ.                              | US Rock                                 | US Hard Rock                            | US Indie                                | US Heat.                                |
| ----------------------------- | --- | --------------------------------------- | --------------------------------------- | --------------------------------------- | --------------------------------------- | --------------------------------------- | --------------------------------------- |
| Project 86                    | - Lanzamiento: 16 de junio de 1998 - Sello: BEC - Formatos: CD, cassette                                   | —                                       | —                                       | —                                       | —                                       | —                                       | —                                       |
| Drawing Black Lines           | - Lanzamiento: 21 de marzo de 2000 - Sello: BEC - Formatos: CD, cassette                                   | —                                       | 14                                      | —                                       | —                                       | —                                       | —                                       |
| Truthless Heroes              | - Lanzamiento: 12 de septiembre de 2002 - Sello: Tooth & Nail - Formatos: CD, cassette                     | 146                                     | 9                                       | —                                       | —                                       | —                                       | 4                                       |
| Songs to Burn Your Bridges By | - Lanzamiento: 1 de junio de 2004 - Sello: Tooth & Nail - Formatos: CD                                     | —                                       | 14                                      | —                                       | —                                       | —                                       | 36                                      |
| ...And the Rest Will Follow   | - Lanzamiento: 27 de septiembre de 2005 - Sello: Tooth & Nail - Formatos: CD                               | 131                                     | 7                                       | —                                       | —                                       | —                                       | 3                                       |
| Rival Factions                | - Lanzamiento: 19 de junio de 2007 - Sello: Tooth & Nail - Formatos: CD                                    | 124                                     | 5                                       | —                                       | —                                       | —                                       | —                                       |
| Picket Fence Cartel           | - Lanzamiento: 14 de julio de 2009 - Sello: Tooth & Nail - Formatos: CD, LP                                | 137                                     | 7                                       | —                                       | —                                       | —                                       | —                                       |
| Wait for the Siren            | - Lanzamiento: 21 de agosto de 2012 - Sello: Team Black Recordings - Formatos: CD, LP, digital download    | 127                                     | 4                                       | 38                                      | 7                                       | 18                                      | —                                       |
| Knives to the Future          | - Lanzamiento: 11 de noviembre de 2014 - Sello: Team Black Recordings - Formatos: CD, LP, digital download | —                                       | 38                                      | —                                       | —                                       | —                                       | —                                       |
| Sheep Among Wolves            | - Lanzamiento: 5 de diciembre de 2017 - Sello: Independent - Formatos: CD, LP, digital download            | —                                       | 19                                      | —                                       | —                                       | 15                                      | —                                       |
| Omni, Pt. 1                   | - Lanzamiento: 24 de marzo de 2023 - Sello: Independent - Formatos: CD, LP                                 | -                                       | -                                       | —                                       | —                                       | —                                       | —                                       |
| Omni, Pt. 2                   | - Lanzamiento: 12 de enero de 2024 - Sello: - Formato: CD, LP                                              |                                         |                                         |                                         |                                         |                                         |                                         |

- 2010: 15. Live.

- 2007: The Kane Mutiny EP (solo digital)
- 2008: EP This Time of Year (Navidad)
- 2012: The Midnight Clear Single (Navidad)
- 2016: Influence EP(EP de portada)

## Filmografía
Documentales
- 2004: Subject to Change: The Making of ...And the Rest Will Follow
- 2007: I Want Something You Have: Rival Factions the DVD
- 2012: XV the DVD

Vídeos
- "Pipe Dream"
- "One-Armed Man (Play On)"
- "Spy Hunter"
- "My Will Be a Dead Man"
- "Evil (A Chorus of Resistance)"
- "Destroyer"
- "Fall, Goliath, Fall"
- "Knives to the Future"
- "Metatropolis"